# Alondra (cantante)
Alondra (Ciudad de México, México; 14 de mayo de 1964) es una cantante mexicana poseedora de varios discos de oro, ganadora del Billboard Latino y artista nominada al Grammy Latino. Durante los años 80 fue una exitosa intérprete juvenil y llegó a conquistar las listas de música pop en México y Latinoamérica. Actualmente vive en Andorra.
Conocida también como la "Madrina de Menudo" por impulsar y compartir conciertos con el famoso grupo Menudo durante su carrera, participó también en 4 festivales OTI y representa a México en el Festival Mundial de la Canción en Tokio, Japón, consiguiendo ser nombrada la cantante más fotogénica del festival de Tokio.
Alondra interpreta varios y muy diferentes géneros musicales, que van desde electrónica, pop, rock o trance, hasta ritmos latinos como cumbia, tango y balada. Unos de sus hits musicales más reconocidos son: "Baila vanidoso", "Pega la vuelta" y "Tango" de su álbum Tormentas (1988).

## Carrera musical

### Inicios
Desde niña estuvo interesada en el mundo de la música, es por eso que a su corta edad de 5 años, Alondra ingresa al grupo Sony Boys como cantante y bailarina, a sus 7 años toma clases de ballet, baile español, tap y tango en la academia Thais, además de clases profesionales de guitarra clásica y piano durante 3 años. A sus 12 años se inicia en canto y técnica vocal con el gran maestro Paco De Migueles.
A sus 13 años, Alondra graba su primer disco para la compañía Musart en México. A la edad de 16 graba su segundo disco comercial bajo la disquera Cisne/RAFF titulado "Tango" el cual la lanza al estrellato con altas ventas y el premio que le otorga la AMPRYT “El Azteca de Oro” y como la Revelación del Año de los premios Billboard. Siendo una jovencita de 15 años participa en 5 telenovelas mexicanas como: Cartas sin Destino, Rosalía, La Tierra Grande, El Demonio de Medio Día, y Entre el Cielo y el Infierno.

### Primera etapa
A sus 18 años firma con Discos Melody, participa en su primer festival OTI en México y aparece en su primera película de largometraje en compañía del grupo Menudo. Alondra después del disco "Tango" graba con Melody "Soy de Ti" el cual coloca el sencillo “El es mi Amigo” en los primeros lugares. 
Participa por segunda ocasión en el festival OTI donde queda entre los tres primeros lugares. Alondra graba 5 discos más con Melody y Fonovisa de 1981 a 1986, los cuales alcanzan ventas de más de 3.7 millones de discos y lanzan varios sencillos multiplatino como “Pega la Vuelta”, “Baila Vanidoso”, “Tormentas” y “Si Te Llego a Ver”, este último bajo la producción de Sergio Andrade.
Alondra participa en 1984 en el Festival Mundial de Música en Japón representando a México y quedando en segundo lugar bajo la cantante canadiense Celine Dion.
En 1986, Alondra decide dejar la carrera artística (la cual exige viajes largos y constantes) para dedicarse de tiempo completo a sus dos hijos.

### Segunda etapa
En el 2000 la empresa Vital Entertainment Group presenta a Alondra el proyecto de grabar nuevamente en formato Pop y grupero. Después de negociaciones con la empresa y pláticas con sus hijos, Alondra acepta la propuesta. Alondra entra a los estudios a grabar su disco en San Antonio durante el verano del 2001 bajo la producción musical de Ramón Gonzales Mora (Conjunto primavera, etc.) y arreglos de Danny Zapata (Grupo División). Un año después Ramón Gonzales Mora y Alondra entregan el Disco Alondra con 10 temas: 5 cumbias, 3 baladas y 2 pop y el cual Vital Entertainment Group empieza a negociar con varias disqueras.
En agosto del 2002 Alondra firma con la compañía disquera Freddie Records (Ramón Ayala, Terribles del Norte, etc.) y aumenta un tema de Freddie Martínez siendo una de las primeras artistas en grabar en los nuevos estudios de Freddie Records. Abril del 2003 y después de dos arduos años de trabajo el álbum Alondra es terminado y los primeros cortes lanzados a la radio “Morir de Amor” (Pop), “Quiero Perder la Memoria” (Balada) y “Un Amor de Cartón” (Cumbia).
La nominación como "Mejor Álbum Grupero del Año" en el Grammy Latino es la primera en la larga carrera de Alondra, y en septiembre del 2003 Alondra es honrada con la reconocida distinción de la Sociedad de Herencia hispana como la Mejor Intérprete hispana del Año, premio otorgado por calidad de voz y calidad interpretativa de cantantes hispanos de toda América y España.
Alondra vivió un regreso artístico triunfal cuando, después de un retiro de 15 años para dedicarlos a sus hijos, queda nominada al Grammy Latino con su primer Álbum musical de regreso. En el año 2007 fue nominada al Grammy Latino por su álbum "Alondra Dance Hits" producido por Gerardo Alton Ortega, Manuel Fimbres y en producción inicial e ingeniería del álbum el DJ productor argentino: Mariano Ballejos, obteniendo también el premio International Dance Music Award en Miami, También grabó 5 álbumes más en varios géneros como el pop, rock, trance, cumbia, tango o balada. Fue nominada 2 veces consecutivas en el Festival Internacional de música Dance (IDMA) como mejor álbum del año.

## Vida personal
En 1988, Alondra se mudó con su hija Valerie a la emblemática zona turística mexicana de Cancún. En esa ciudad nació Christopher, su segundo hijo. Por ese motivo estuvo alejada un tiempo de los escenarios.
De 1990 a 1993 se dedica a la locución, su segundo amor al arte después del canto e inicia al lado del Sr. Gastón Alegre la cadena Radio Turquesa en la cual es la voz oficial y locutora de tiempo completo. Alondra en 1993 empieza a radicar en varias ciudades de los Estados Unidos.Actualmente vive en Europa .

## Discografía
Álbumes:
- Tormentas
- Alondra
- Lo Quiero y Bien Lo Saben
- 10 +
- Desorbitada
- Alondra 2004

## Filmografía

### Telenovelas
- Cartas sin Destino
- Rosalía
- La Tierra Grande
- El Demonio de Medio Día
- Entre el Cielo y el Infierno

### Películas
- Una aventura llamada Menudo

### Series
- Apareció en un episodio de House Hunters en el 2014